# Thymus citriodorus
Thymus citriodorus, que literalment significa farigola amb olor de cítrics, és una espècie de planta del gènere de la farigola, que és una planta perenne amb forma de mata. Hi ha molta confusió sobre el nom correcte d'aquesta espècie i sobre el seu origen. Les anàlisis recents del seu ADN suggereixen que no és ni un híbrid ni un encreuament sinó una espècie diferent tal com es va descriure l'any 1811.
T. citriodorus és un subarbust perennifoli que fa fins a 10 cm d'alt i 30 cm d'amplada. Prefereix el ple sol i els sòls ben drenats. Floreix de mitjans a finals d'estiu amb flors rosades o de color lavanda i el seu nèctar alimenta abelles i lepidòpters.

## Usos
Thymus citriodorus i les seves cultivars es cultiven com a plantes ornamentals (i aromàtiques per la seva fragància cítrica), com a herbes culinàries i com a planta medicinal. En els jardins sovint es fan servir com coberta del sòl, dins la rocalla i en contenidors. Són plantes utilitzades en la xerojardineria perquè són resistents a la secada una vegada que s'han establert i arrelat bé. Es fan servir en jardineria per atraure les abelles i altres formes de vida silvestre.
Les fulles es fan servir per saboritzant en preparacions culinàries, crua en amanides i per infusions. Els seus usos medicinals poden incloure fer servir les fulles i el seu oli essencial en antisèptics, aromateràpia respiratòria i de l'asma, desodorants i desinfectants.

## Taxonoma i sinònims
Thymus citriodorus ha tingut molts noms al llarg del temps, incloent-hi els de Thymus x citriodorus, Thymus fragrantissimus, Thymus serpyllum citratus, Thymus serpyllum citriodorum, i més. Durant un temps es va creure que aquesta planta era un híbrid sorgit ene els jardins europeus entre Thymus pulegioides i la farigola comuna (Thymus vulgaris). L'anàlisi de l'ADN ha mostrat que T. citrodorus no és part de l'arbre de l'ADN que inclou T. pulegioides i T. vulgaris.

## Cultivars

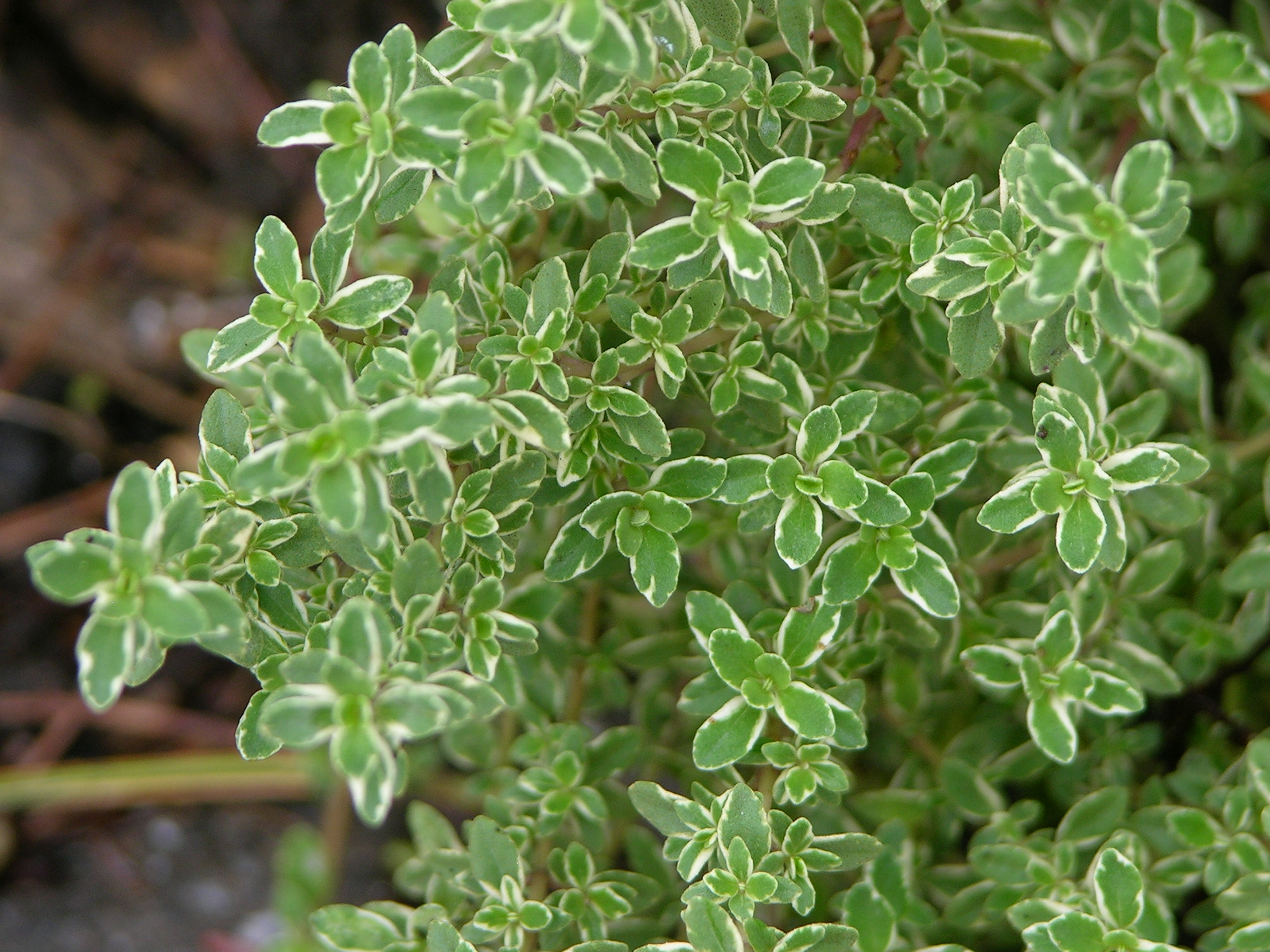
'Variegata' - Golden lemon thyme.

Les cultivars de T. citriodorus se seleccionen pel color de les fulles i les aromes de diferents fruits cítrics. per exemple:
- Lemon Supreme[6] — Flors malva amb molta aroma de llimona.
- ‘Silver-Edged' (Silver-Edged Lemon Thyme)[6] — Flors rosades.
- Creeping Golden Lemon[6] — Fulles fosques i amb variegació daurada.
- Orange thyme[7] — Taronja, inusual baix creixement.
- Lime Thyme[6] — de cobertura del sòl, fulles brillants d'un verd chartreuse, una mica de fulles perfumades i amb gust potent calç, flors roses de lavanda.